# Championnat du Maroc de football 2010-2011
Navigation
Édition précédente Édition suivante
La saison 2010-2011 de la Botola est la 95e édition du Championnat du Maroc de football. Elle voit la victoire du Raja Club Athletic qui remporte le dixième titre de son histoire. Jawad Ouaddouch (FAR de Rabat) est le meilleur buteur de la saison en championnat avec 11 buts.

## Présentation du championnat

### Les 16 clubs ayant participé
Légende des couleurs
- Ligue des champions de la CAF 2011
- Coupe de la confédération 2011
- Promu de GNF 2

| Club                  | Class. 2009-2010 | Entraîneur          | Depuis         | Stade                            | Capacité | Dernière montée |
| --------------------- | ---------------- | ------------------- | -------------- | -------------------------------- | -------- | --------------- |
| Wydad AC              | 1                | Fakhreddine Rajhi   | octobre 2010   | Stade Mohamed V                  | 67 000   | 1942            |
| Raja CA               | 2                | Mhamed Fakhir       | octobre 2010   | Stade Mohamed V                  | 67 000   | 1956            |
| Difaâ d'El Jadida     | 3                |                     | novembre 2010  | Stade El Abdi                    | 10 000   | 2005            |
| Kawkab de Marrakech   | 4                | Fathi Jamal         | mars 2011      | Stade de Marrakech               | 45 240   | 2006            |
| OC Khouribga          | 5                | Youssef Lamrini     | juillet 2009   | Stade du Phosphate               | 10 000   | 1995            |
| Hassania d'Agadir     | 6                | Jamal Sellami       | juin 2010      | Stade Al Inbiaate                | 10 000   | 1996            |
| FAR de Rabat          | 7                | Mustapha Madih      | novembre 2010  | Complexe Sportif Moulay Abdallah | 60 000   | 1959            |
| Maghreb de Fès        | 8                | Rachid Taoussi      | juin 2010      | Complexe sportif de Fès          | 45 000   | 2006            |
| KAC de Kénitra        | 9                | Abdelkhalek Louzani | décembre 2009  | Stade municipal de Kénitra       | 15 000   | 2007            |
| Moghreb de Tétouan    | 10               |                     | mai 2010       | Stade Saniat Rmel                | 10 000   | 2005            |
| Wydad de Fès          | 11               | Abderrahim Talib    | septembre 2009 | Complexe sportif de Fès          | 45 000   | 2009            |
| FUS de Rabat          | 12               | Hussein Amouta      | 2009           | Complexe Sportif Moulay Abdallah | 60 000   | 2009            |
| Jeunesse El Massira   | 13               |                     | juillet 2010   | Stade Laghdaf                    | 20 000   | 1994            |
| Olympique de Safi     | 14               | Abdelhadi Sektioui  | octobre 2010   | Stade El Massira                 | 10 000   | 2004            |
| JS Kasba Tadla        | 1 (GNF 2)        | Kamal kherfach      | octobre 2010   | Stade du Phosphate               | 10 000   | 2010            |
| Chabab Rif Al Hoceima | 2 (GNF 2)        | Abdelkader Youmir   | juillet 2010   | Stade Mimoun Al Arsi             | 12 500   | 2010            |

## Compétition

### Classement
| Rang | Équipe                       | Pts | J  | G  | N  | P  | Bp | Bc | Diff |
| ---- | ---------------------------- | --- | -- | -- | -- | -- | -- | -- | ---- |
| 1    | Raja CA V                    | 60  | 30 | 18 | 6  | 6  | 45 | 23 | +22  |
| 2    | Maghreb de Fès CdT           | 53  | 30 | 14 | 11 | 5  | 34 | 23 | +11  |
| 3    | Wydad AC T                   | 51  | 30 | 13 | 12 | 5  | 31 | 18 | +13  |
| 4    | Olympique Club de Khouribga  | 50  | 30 | 14 | 8  | 8  | 31 | 20 | +11  |
| 5    | Olympique de Safi            | 49  | 30 | 12 | 13 | 5  | 31 | 25 | +6   |
| 6    | FAR de Rabat                 | 40  | 30 | 10 | 10 | 10 | 28 | 27 | +1   |
| 7    | FUS de Rabat                 | 38  | 30 | 8  | 14 | 8  | 22 | 21 | +1   |
| 8    | Moghreb de Tétouan           | 36  | 30 | 8  | 12 | 10 | 26 | 28 | -2   |
| 9    | Hassania d'Agadir            | 36  | 30 | 8  | 12 | 10 | 22 | 24 | -2   |
| 10   | Difaâ d'El Jadida            | 35  | 30 | 7  | 14 | 9  | 25 | 25 | 0    |
| 11   | Jeunesse sportive El Massira | 34  | 30 | 8  | 10 | 12 | 24 | 35 | -11  |
| 12   | Chabab Rif Al Hoceima P      | 33  | 30 | 6  | 15 | 9  | 21 | 24 | -3   |
| 13   | KAC de Kénitra               | 32  | 30 | 6  | 14 | 10 | 16 | 24 | -8   |
| 14   | Wydad de Fès                 | 31  | 30 | 6  | 13 | 11 | 21 | 30 | -9   |
| 15   | Kawkab de Marrakech ↓        | 28  | 30 | 4  | 16 | 10 | 19 | 25 | -6   |
| 16   | JS Kasba Tadla P ↓           | 20  | 30 | 4  | 8  | 18 | 17 | 41 | -24  |

Qualifications africaines
- Ligue des champions de la CAF 2012
- Ligue des champions de la CAF 2012
- Coupe de la confédération 2012
- Coupe de la confédération 2012
- Relégation en Botola 2 2011-2012

Abréviations
T : Tenant du titre

V : Vice-champion

CdT : Vainqueur de la Coupe du Trône 2010-2011

P : Promus de Botola 2 2009-2010

### Résultats
| Résultats (▼dom., ►ext.)                                   | CRA | DHJ | FAR | FUS | HUSA | JSKT | JSM | KAC | KACM | MAS | MAT | OCK | OCS | RCA | WAC | WAF |
| Chabab Rif Al Hoceima                                      |     | 1-0 | 0-0 | 2-2 | 0-0  | 1-1  | 0-1 | 0-0 | 1-1  | 0-1 | 3-2 | 1-0 | 0-2 | 1-2 | 0-0 | 1-1 |
| Difaâ d'El Jadida                                          | 0-1 |     | 0-1 | 0-0 | 0-1  | 3-2  | 2-0 | 2-0 | 1-1  | 0-0 | 1-1 | 0-0 | 0-0 | 1-0 | 0-1 | 2-2 |
| FAR de Rabat                                               | 1-0 | 0-0 |     | 0-2 | 2-3  | 1-0  | 4-2 | 0-1 | 0-0  | 1-1 | 1-1 | 0-2 | 1-2 | 1-1 | 1-1 | 1-1 |
| Fath Union Sport de Rabat                                  | 2-1 | 1-0 | 0-1 |     | 1-1  | 0-0  | 2-0 | 1-1 | 1-1  | 0-0 | 1-1 | 2-1 | 0-0 | 1-1 | 0-1 | 0-1 |
| Hassania d'Agadir                                          | 1-1 | 0-1 | 0-1 | 0-1 |      | 1-0  | 1-0 | 1-1 | 0-0  | 0-1 | 1-1 | 1-0 | 1-2 | 1-1 | 0-0 | 1-0 |
| Jeunesse sportive de Kasbat Tadla                          | 1-0 | 1-3 | 0-3 | 0-1 | 2-1  |      | 1-1 | 0-1 | 2-1  | 1-2 | 1-0 | 0-2 | 0-0 | 0-1 | 0-3 | 0-3 |
| Jeunesse Sportive El Massira                               | 0-0 | 1-0 | 1-1 | 0-0 | 1-3  | 0-0  |     | 2-1 | 0-2  | 1-2 | 2-1 | 1-1 | 3-3 | 1-0 | 0-1 | 2-2 |
| KAC de Kénitra                                             | 0-2 | 1-2 | 1-0 | 0-0 | 2-1  | 1-1  | 0-1 |     | 0-0  | 0-0 | 0-0 | 3-2 | 1-0 | 1-2 | 0-0 | 0-0 |
| Kawkab de Marrakech                                        | 0-2 | 0-0 | 0-1 | 3-0 | 1-2  | 2-1  | 0-1 | 0-0 |      | 0-1 | 2-2 | 1-1 | 1-1 | 1-0 | 0-0 | 0-1 |
| Maghreb de Fès                                             | 0-0 | 3-1 | 1-2 | 2-1 | 0-0  | 1-0  | 1-0 | 1-1 | 1-1  |     | 1-0 | 0-0 | 2-2 | 2-1 | 2-1 | 3-0 |
| Moghreb de Tétouan                                         | 0-0 | 0-0 | 2-1 | 1-0 | 1-0  | 1-1  | 0-0 | 2-0 | 1-0  | 1-1 |     | 2-1 | 0-1 | 1-2 | 0-1 | 1-0 |
| Olympique de Khouribga                                     | 0-0 | 2-1 | 1-0 | 1-0 | 0-0  | 2-0  | 1-0 | 1-0 | 0-0  | 2-1 | 2-0 |     | 2-0 | 1-2 | 1-0 | 1-0 |
| Olympique de Safi                                          | 1-0 | 2-2 | 1-0 | 1-0 | 1-0  | 1-0  | 1-1 | 2-0 | 1-1  | 2-1 | 1-1 | 1-1 |     | 1-0 | 0-1 | 1-1 |
| Raja CA                                                    | 2-0 | 1-1 | 2-1 | 0-0 | 2-0  | 2-1  | 2-0 | 1-0 | 2-0  | 2-1 | 2-1 | 2-1 | 4-1 |     | 1-2 | 3-0 |
| Wydad AC                                                   | 2-2 | 1-1 | 1-1 | 0-2 | 1-1  | 0-0  | 2-0 | 0-0 | 2-0  | 3-1 | 1-2 | 1-2 | 1-0 | 1-1 |     | 2-0 |
| Wydad de Fès                                               | 1-1 | 1-1 | 0-1 | 1-1 | 0-0  | 3-1  | 1-2 | 0-0 | 0-0  | 0-1 | 1-0 | 1-0 | 0-0 | 0-3 | 0-1 |     |
| - Victoire à domicile - Match nul - Victoire à l'extérieur |     |     |     |     |      |      |     |     |      |     |     |     |     |     |     |     |

## Évolution du classement
| Club | 1  | 2  | 3  | 4  | 5  | 6  | 7  | 8  | 9  | 10 | 11 | 12 | 13 | 14 | 15 | 16 | 17 | 18 | 19 | 20 | 21 | 22 | 23 | 24 | 25 | 26 | 27 | 28 | 29 | 30 |
| ---- | -- | -- | -- | -- | -- | -- | -- | -- | -- | -- | -- | -- | -- | -- | -- | -- | -- | -- | -- | -- | -- | -- | -- | -- | -- | -- | -- | -- | -- | -- |
| CRA  | 15 | 15 | 14 | 12 | 12 | 11 | 11 | 10 | 13 | 13 | 15 | 14 | 14 | 11 | 13 | 14 | 14 | 13 | 12 | 13 | 12 | 12 | 12 | 12 | 13 | 12 | 10 | 10 | 10 | 12 |
| DHJ  | 9  | 11 | 12 | 15 | 8  | 9  | 9  | 12 | 9  | 10 | 7  | 9  | 10 | 10 | 11 | 11 | 12 | 12 | 13 | 12 | 13 | 13 | 11 | 10 | 8  | 8  | 9  | 9  | 9  | 10 |
| FAR  | 1  | 2  | 4  | 7  | 7  | 12 | 12 | 14 | 10 | 9  | 11 | 8  | 9  | 7  | 9  | 10 | 11 | 11 | 9  | 10 | 9  | 9  | 9  | 8  | 9  | 9  | 8  | 8  | 7  | 6  |
| FUS  | 3  | 3  | 1  | 1  | 2  | 3  | 3  | 5  | 4  | 4  | 3  | 4  | 4  | 5  | 8  | 5  | 5  | 7  | 7  | 7  | 7  | 6  | 6  | 6  | 6  | 6  | 6  | 6  | 6  | 7  |
| HUSA | 4  | 9  | 9  | 11 | 10 | 4  | 4  | 7  | 8  | 6  | 7  | 7  | 8  | 9  | 7  | 8  | 6  | 6  | 6  | 6  | 6  | 7  | 7  | 7  | 7  | 7  | 7  | 7  | 8  | 9  |
| JSKT | 16 | 16 | 16 | 16 | 16 | 16 | 16 | 16 | 16 | 16 | 16 | 16 | 16 | 16 | 16 | 16 | 16 | 16 | 16 | 16 | 16 | 16 | 16 | 16 | 16 | 16 | 16 | 16 | 16 | 16 |
| JSM  | 4  | 1  | 3  | 6  | 13 | 14 | 14 | 8  | 11 | 11 | 9  | 10 | 7  | 8  | 6  | 7  | 8  | 8  | 8  | 8  | 8  | 8  | 8  | 11 | 11 | 11 | 13 | 13 | 13 | 11 |
| KAC  | 12 | 14 | 15 | 13 | 14 | 13 | 13 | 15 | 15 | 15 | 14 | 15 | 15 | 15 | 15 | 15 | 15 | 15 | 15 | 14 | 14 | 14 | 14 | 14 | 14 | 13 | 12 | 12 | 12 | 13 |
| KACM | 7  | 10 | 11 | 4  | 9  | 10 | 10 | 13 | 12 | 12 | 12 | 12 | 13 | 14 | 12 | 13 | 13 | 14 | 14 | 15 | 15 | 15 | 15 | 15 | 15 | 15 | 15 | 15 | 15 | 15 |
| MAS  | 7  | 12 | 13 | 8  | 4  | 5  | 5  | 2  | 2  | 2  | 2  | 2  | 2  | 1  | 1  | 2  | 2  | 1  | 2  | 1  | 2  | 3  | 3  | 3  | 2  | 2  | 3  | 2  | 3  | 2  |
| MAT  | 12 | 13 | 8  | 9  | 5  | 8  | 8  | 11 | 14 | 14 | 13 | 13 | 11 | 12 | 10 | 9  | 9  | 9  | 10 | 9  | 10 | 10 | 10 | 9  | 10 | 10 | 11 | 11 | 11 | 8  |
| OCK  | 11 | 8  | 7  | 9  | 3  | 2  | 1  | 1  | 1  | 1  | 1  | 1  | 1  | 2  | 2  | 4  | 4  | 4  | 4  | 4  | 4  | 2  | 2  | 2  | 3  | 3  | 4  | 4  | 5  | 4  |
| OCS  | 9  | 4  | 6  | 5  | 10 | 6  | 6  | 3  | 6  | 7  | 5  | 6  | 3  | 4  | 4  | 3  | 3  | 2  | 3  | 2  | 3  | 4  | 4  | 4  | 4  | 5  | 5  | 5  | 4  | 5  |
| RCA  | 2  | 7  | 2  | 3  | 6  | 7  | 7  | 6  | 5  | 5  | 6  | 3  | 6  | 3  | 3  | 1  | 1  | 3  | 1  | 3  | 1  | 1  | 1  | 1  | 1  | 1  | 1  | 1  | 1  | 1  |
| WAC  | 4  | 4  | 5  | 2  | 1  | 1  | 2  | 4  | 3  | 3  | 4  | 5  | 5  | 6  | 5  | 6  | 7  | 5  | 5  | 5  | 5  | 5  | 5  | 5  | 5  | 4  | 2  | 3  | 2  | 3  |
| WAF  | 12 | 6  | 10 | 14 | 15 | 15 | 15 | 9  | 7  | 8  | 10 | 11 | 12 | 13 | 14 | 12 | 10 | 10 | 11 | 11 | 11 | 11 | 13 | 13 | 12 | 14 | 14 | 14 | 14 | 14 |

## Statistiques

### Butspar journée

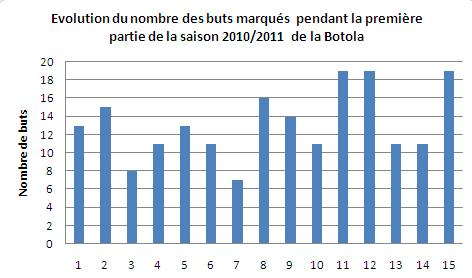
Évolution du nombre des buts marqués pendant la première partie de la saison.

| Journée            | 1    | 2    | 3 | 4    | 5    | 6    | 7    | 8  | 9    | 10   | 11   | 12   | 13   | 14   | 15   | 16 | 17  | 18  | 19   | 20   | 21   | 22   | 23   | 24   | 25   | 26   | 27 | 28 | 29   | 30 | Total |
| ------------------ | ---- | ---- | - | ---- | ---- | ---- | ---- | -- | ---- | ---- | ---- | ---- | ---- | ---- | ---- | -- | --- | --- | ---- | ---- | ---- | ---- | ---- | ---- | ---- | ---- | -- | -- | ---- | -- | ----- |
| Buts               | 13   | 15   | 8 | 11   | 13   | 11   | 7    | 16 | 14   | 13   | 19   | 19   | 11   | 11   | 19   | 16 | 12  | 12  | 14   | 14   | 14   | 9    | 9    | 17   | 18   | 21   | 16 | 8  | 17   | 16 | 413   |
| Nb de buts / match | 1,63 | 1,88 | 1 | 1,38 | 1,62 | 1,37 | 0,88 | 2  | 1,75 | 1,63 | 2,37 | 2,37 | 1,37 | 1,37 | 2,37 | 2  | 1,5 | 1,5 | 1,75 | 1,75 | 1,75 | 1,13 | 1,13 | 2,13 | 2,25 | 2,63 | 2  | 1  | 2,13 | 2  | 1,72  |

### Classement des buteurs
La liste des buteurs du Botola :
| Rang | Nom                     | Club | Nbre de buts |
| ---- | ----------------------- | ---- | ------------ |
| 1    | Jawad Ouaddouch         | FAR  | 11           |
| 2    | Omar Hassi              | WAF  | 10           |
| 3    | Hamza Abourazzouk       | MAS  | 9            |
| 3    | Fabrice N'Guessi Ondama | WAC  | 9            |

### Records de la saison
Mise à jour le 4 mai 2011, après la 27e journée.
- Plus grand écart : 3 buts
  - FAR (3 - 0) JSKT, le 20 août 2010, 1re journée.
  - RCA (3 - 0) Waf, le 12 décembre 2010, 12e journée.
  - MAS (3 - 0) Waf, le 26 décembre 2010, 14e journée.
  - KACM (3 - 0) Fath Union Sport de Rabat, le 1er janvier 2011, 15e journée.
  - JSKT (0 - 3) Waf, le 5 février 2011, 16e journée.
  - Waf (0 - 3) RCA, le 23 avril 2011, 26e journée.
  - RCA (4 - 1) OCS, le 30 avril 2011, 27e journée.
  - JSKT (0 - 3) WAC, le 21 mai 2011, 29e journée.
- Plus grand nombre de buts dans une rencontre : 6 buts
  - JSM (3 - 3) OCS, le 11 décembre 2010, 12e journée.
  - FAR (4 - 2) JSM, le 10 avril 2011, 24e journée.

- Journée avec le plus grand nombre de buts : 26e (21 buts).
- Journée avec le plus petit nombre de buts : 7e (7 buts).
- Plus grand nombre de victoires consécutives : 5 (OCS).
- Plus grand nombre d'expulsions pour une équipe : 17 cartons rouges (WAC).

## Sponsors des clubs
Le tableau reprend les équipementiers et les sponsors des équipes :
 (juin 2016).
| Club                  | Équipementier | Principaux sponsors |
| --------------------- | ------------- | --- |
| Difaâ d'El Jadida     | Adidas        | Groupe OCP , Prodec , Fitco , Wafasalaf, Hyundai |
| JS de Tadla           | Joma          | |
| FAR de Rabat          | Uhlsport      | |
| FUS de Rabat          | Hunga         | Crédit agricole, ONCF, CGI, Marjane, Sama Dubai, SNTL, Royal Ranches |
| Hassania d'Agadir     | Joma          | Afriquia Gaz, Coca-Cola , Lousra, Hotel Argana, ONP |
| CR Hoceima            | Nike          | Maroc Telecom, Al Omrane Al Hoceima |
| Jeunesse d'El Massira | Joma          | Atlas, Vision Technologie, Hitachi |
| KAC de Kénitra        | Sarson        | Koutoubia, FACOP, Sportplus |
| Kawkab de Marrakech   | Nike          | Poste Maroc, KIA Motors, Dolidol, Coca-Cola, Kenzi Hotels, Aiguebelle, Hyundai, Super Sport, Menara Préfa |
| Maghreb de Fès        | Nike          | Super Sport, Jahiz Iskane, FACOP, Kitea, Saiss Lait, RAK Ceramics, Maroc Telecom |
| Moghreb de Tétouan    | Nike          | Goldvision, Coca-Cola, Hyundai, Super Sport |
| OC Khouribga          | Joma          | Groupe OCP |
| Olympique de Safi     | Joma          | Groupe OCP, Fitco, AGTT |
| Raja CA               | Lotto         | Siera, Hyundai, Lexmark, Coca-Cola, Meditel, Marsa Maroc, Ingelec, Wafasalaf, Assabah, Gaumar, Aswat, SOS Villages d'Enfants, Aiguebelle, Western Union, Koutoubia, Transatlas Sport Management, Planet Sport, Yadéco, Sidi Ali, Al Boustane, Maroc Industrie, Tube et Profil, Makita |
| Wydad AC              | Nike          | Ingelec (Officiel), KIA Motors, Banque populaire du Maroc, Koutoubia SA, La Samir, Mobilia, Hotel Ibis, Alliances Développement Immobilier, Assabah, Super Sport, Wafasalaf, Newmerique, Siera, ESSO Lubrifiant, Wafa immobilier, Lavazza, Petrom, Maroc telecom, Meditel, Imobility  |
| Wydad de Fès          | Adidas        | Nor'Dar, Maroc Telecom |

## Bilan de la saison
| Championnat du Maroc de football 2010-2011                        |                     |
| Champion                                                          | Raja CA (10e titre) |
| Coupes et trophées                                                |                     |
| Vainqueur de la Coupe du Trône 2010-2011                          | Maghreb de Fès      |
| Qualifications continentales                                      |                     |
| Ligue des champions de la CAF 2012                                | Raja CA             |
| Ligue des champions de la CAF 2012                                | Maghreb de Fès      |
| Coupe de la confédération 2012                                    | CODM de Meknès      |
| Coupe de la confédération 2012                                    | Wydad AC            |
| Coupe de la confédération 2012                                    | Maghreb de Fès      |
| Promotions et relégations                                         |                     |
| Promus en Championnat du Maroc de football                        | CODM de Meknès      |
| Promus en Championnat du Maroc de football                        | Ittihad Khémisset   |
| Relégués en Championnat du Maroc de football de deuxième division | Kawkab de Marrakech |
| Relégués en Championnat du Maroc de football de deuxième division | JS Kasba Tadla      |